# 艾娃·帕約爾
艾娃·帕約爾（波蘭語：Ewa Pajor，1996年12月3日—）是波蘭職業女子足球運動員，司職前鋒，現效力西班牙女子足球甲級聯賽球隊巴塞隆納，並擔任波蘭國家女子足球隊隊長，她是波蘭女足最佳射手的紀錄保持人以及4屆波蘭足球小姐得主。
2013年，帕約爾參加歐洲女子U-17足球錦標賽獲得冠軍。帕約爾曾於2015年至2024年期間長期效力女子德甲球隊狼堡，並在2024年6月轉會至巴塞隆納。

## 外部連結
- 艾娃·帕約爾 （页面存档备份，存于）在波蘭足球協會（波蘭語）
- 德国足球协会上的艾娃·帕約爾（支持德语版）
- Soccerway資料庫：艾娃·帕約爾
- 艾娃·帕約爾 （页面存档备份，存于）在soccerdonna.de
- 艾娃·帕約爾 （页面存档备份，存于）在巴塞隆納
- 艾娃·帕約爾的Instagram帳戶